# Ichneumon cadomensis
Ichneumon cadomensis là một loài tò vò trong họ Ichneumonidae.